# 内埃达芒格阿拉姆
内埃达芒格阿拉姆（Needamangalam），是印度泰米尔纳德邦Thiruvarur县的一个城镇。总人口8725（2001年）。

## 人口
该地2001年总人口8725人，其中男性4353人，女性4372人；0—6岁人口916人，其中男450人，女466人；识字率77.77%，其中男性为83.07%，女性为72.48%。